# Eugen Drăguțescu
Eugen Drăguțescu (n. 19 mai 1914, Iași - d. 1993, Roma) a fost un artist plastic român, pictor și grafician. Asemenea multor personalități care au plecat din țară și s-au stabilit pe alte meleaguri, Eugen Drăguțescu a fost pentru multă vreme exclus din lucrările de specialitate editate în România.

## Biografie
Născut la Iași, studiază între 1932 și 1938 la Academia de Belle-Arte din București. Încă din perioada studenției, participă cu două lucrări, Căsuță la mahala și Copil orb, la Salonul Oficial de desen și gravură, patronat la vremea respectivă de Ministerul Culturii și Artelor. Din comisia de selecție făceau parte Camil Ressu, Jean Al. Steriadi, Francisc Șirato și Marius Bunescu.
Artistul se dovedește a fi un desenator bun, de expresie, interesat de traseul creionului, dar și de armoniile cromatice. În 1936 își deschide prima expoziție personală la Galeria Mozart. În 1939 câștigă concursul pentru Premiul Romei, care îi permite să studieze în Italia la Accademia di Romania.
În tot acest timp, continuă să participe la diverse manifestări artistice din țară; astfel, în 1940 expune șapte lucrări la Salonul Oficial de toamnă din București. Lucrează câțiva ani în Olanda (1946-1949), apoi se întoarce în Italia, locuind la Assisi și, din 1959, la Roma.
Are numeroase expoziții personale  în Italia, Olanda, Mexic, U.S.A., Elveția.
Eugen Drăguțescu este autorul unui mare număr de desene, destinate să însoțească operele unor scriitori clasici (Shakespeare, în primul rând), ca și unele ediții speciale din Enciclopedia Dantesca. În ilustrația de carte, în albumele consacrate unor orașe de care se simțea atras în chip deosebit (Roma, Assisi), în numeroase portrete și lucrări de șevalet, Drăguțescu se prezintă ca un subtil și plin de savoare comentator al realității, pe care o reține nu numai pentru pitoresc sau farmec, ci și pentru modul cum răspunde unei anume proiecții interioare asupra lumii.
Din impactul cu universul unor scriitori, din cunoașterea realului prin experiență directă, artistul își construiește un sistem de reprezentare în care funcția principală o deține desenul, atât prin expresivitatea liniilor, cât și prin organizarea accentelor grafice în ansambluri semnificative. Câteodată, desenele sale părăsesc orice referință la aspectele lumii vizibile, evoluând spre o lume imaginară, ceea ce subliniază încărcătura emoțională a compoziției. La un moment dat, când creația artistului părea definitiv fixată în limitele figurativului, se produce o schimbare majoră, interesul lui îndreptându-se către expresivități abstracte, care au devenit, irevocabil, o constantă a operei sale.

## Premii
Lui Eugen Drăguțescu i s-au decernat de-a lungul vremii multe premii prestigioase. Primul dintre ele a fost Premiul Simu, la București în 1940, urmat de cel acordat în 1953, în urma participării la Expoziția Internațională de Artă, de la Messina. Ulterior a primit premiul Fundației Ford și premiul Bienalei din Veneția, în 1956.

## Comemorare
Începând cu data de 10 noiembrie 2014, Banca Națională a României a lansat în circuitul numismatic o monedă din argint dedicată aniversării a 100 de ani de la nașterea lui Eugen Drăguțescu.